# Axinyssa aculeata
Axinyssa aculeata är en svampdjursart som beskrevs av Wilson 1925. Axinyssa aculeata ingår i släktet Axinyssa och familjen Halichondriidae.
Artens utbredningsområde är havet kring Filippinerna. Inga underarter finns listade i Catalogue of Life.